# 카프린주

카프린주

카프린주(프랑스어: Région de Kaffrine)는 세네갈의 주로, 주도는 카프린이며 면적은 11,853km2, 인구는 544,011명(2013년 기준)이다. 2008년 카올라크주에서 분리되어 신설되었으며 4개의 하위 행정 구역(비르킬랑, 카프린, 쿵괼, 말렘오다르)을 관할한다.